# آثار الوزراء
آثار الوزراء کتابی است نگاشته سیف‌الدین حاجی بن نظام عقیلی از دبیران تیموریان به زبان فارسی ه نام و برای خواجه قوام‌الدین نظام‌الملک خوافی نوشته‌است. این کتاب به بررسی زندگی و کارهای وزیران در طول تاریخ اسلام و ایران می‌پردازد.
حاجی بن نظام عقیلی از نویسندگان و دبیران دربار تیموریان در سده نهم هجری. وی این کتاب را میان سال‌های ۸۷۵ و ۸۹۲ ه. ق به نام و برای خواجه قوام الدین نظام الملک خوافی نوشته‌است. ستایش‌های نویسنده از امام اول شیعیان علی بن ابیطالب و فرزندان وی احتمالا دلیلی بر شیعه بودن وی است.

## بخش‌های کتاب
کتاب در دو بخش است. بخش اول که دارای ۱۲ باب است زندگی وزیران پیش از خلفا، وزیران بنی‌امیه، وزیران بنی‌عباس، وزیران آل سامان، وزیران غزنویان، وزیران آل بویه، وزیران سلجوقیان، وزیران خوارزمشاهیان، وزیران چنگیزخان و اولاد و احفاد او، وزیران آل مظفر و پادشاهان غور، وزیران تیمور گورکانی و فرزندان وی.
بخش دوم کتاب پیرامون خواجه قوام‌الدین آصف زمان و دارای چهار باب است.

## سبک
آنچه به نظر می‌رسد این است که سبک نگارش کتاب «آثار الوزرا» به دلیل اقتباس مولف آن از کتاب‌های گوناگون، دارای سبک‌های مختلف است. گاه سادگی و آراستگی و بلاغت ابوالفضل بیهقی و استادش بونصر مشکان را به یاد می‌آورد و گاه آهنگینی و موازنه‌ها و آرایه‌های لفظی جامع‌التواریخ را از نظر می‌گذراند. گاه نیز انشای آن به سبک رایج و معمول روزگار نویسنده نزدیک شده، و سست و ناهموار و ناپخته می‌گردد.
درصد کاربرد واژگان و ترکیبات عربی نسبت به کتاب‌هایی که در سده نهم تألیف شده‌اند بیشتر است و واژه‌های مغولی و ترکی به ندرت دیده می‌شوند. جملات به صورت کوتاه بیان شده و گاهی مواردی از بیش‌گویی در متن کتاب مشاهده می‌شود.